# Tomás García Rebull
Tomás García Rebull (Vinaroz, 21 de febrero de 1907-Madrid, 28 de abril de 1976) fue un militar español, teniente general del Ejército, procurador en Cortes durante la dictadura franquista, y figura emblemática del sector conocido como búnker, que se opuso a cualquier tipo de apertura durante los últimos estertores del régimen.

## Biografía
Nació el 21 de febrero de 1907 en la localidad castellonense de Vinaroz. Perteneciente a una familia con tradición castrense, entró a la Academia de Infantería de Toledo en 1922.
Camisa vieja de Falange —había ingresado en Falange en 1934—, combatió en el bando sublevado durante la Guerra Civil uniéndose al ejército rebelde como alférez provisional. Fue oficial de la División Azul, unidad enviada durante la Segunda Guerra Mundial al Frente Oriental para combatir junto al ejército de la Alemania nazi contra la Unión Soviética. Presidente de la Delegación Nacional de Excombatientes (DNE) desde julio de 1954, al sustituir a José Antonio Girón de Velasco, fue procurador de las Cortes franquistas entre 1954 y 1976. Durante su mandato como delegado nacional la DNE cumplió la función de neutralizar el descontento de los veteranos, reciclándolo y canalizándolo como energía política para la dictadura.
Entre 1968 y 1970 fue jefe de la División Acorazada Brunete. En diciembre de 1970 era el capitán general de la VI Región Militar durante el Proceso de Burgos, que encausó a varios miembros de ETA. García Rebull ratificó —presionado por correspondencia por sectores más ultras que reclamaban el garrote vil sobre el fusilamiento— la sentencia inicial que condenaba a diversas penas de muerte, que luego terminó en penas más leves por parte del régimen. Posteriormente también fue capitán general de la región militar de Madrid.
Vehementemente contrario a la apertura del régimen, llegó a afirmar: «no admito asociaciones de ninguna clase. Las asociaciones son un mal peligroso para toda la sociedad, en el país lo único que puede haber son españoles»; igualmente, también denunció a los partidos como el «opio del pueblo» y a los políticos como «vampiros». También advirtió en el acto de constitución de la Confederación Nacional de Excombatientes que «estamos dispuestos a defender este régimen con uñas y dientes». En el contexto de las declaraciones del Gironazo, efectuadas por José Antonio Girón el 28 de abril de 1974, conspiró con otros miembros de la facción de «generales azules» del búnker de la que formaba parte para mantener el control de áreas claves del Ejército.
Ofreció apoyo a las actividades de la organización neonazi CEDADE, y asistió a varios actos organizados por esta, como, por ejemplo, la celebración de su «I Día Nacional» en El Escorial en 1973.
García Rebull, que había alcanzado el rango militar de teniente general, falleció el 28 de abril de 1976 en el Hospital Militar del Generalísimo de Madrid. A su entierro acudieron numerosas autoridades civiles y militares.

## Reconocimientos
- Gran Cruz de la Orden de Cisneros (1962)[22]
- Orden de la Real y Militar Orden de San Hermenegildo (1964)[23]
- Gran Cruz (con distintivo blanco) de la Orden del Mérito Militar (1967)[24]
- Gran Cruz (con distintivo blanco) del Mérito Naval (1968)[25]
- Gran Cruz (con distintivo blanco) de la Orden del Mérito Aeronáutico (1970)[26]
- Gran Cruz de la Orden del Mérito Civil (1971)[27]